# (18238) Frankshu
(18238) Frankshu (1241 T-2) – planetoida z pasa głównego asteroid okrążająca Słońce w ciągu 5,36 lat w średniej odległości 3,06 j.a. Odkryta 29 września 1973 roku.